# Arboreto e Jardim Botânico do Condado de Los Angeles
O Arboreto e Jardim Botânico do Condado de Los Angeles (em inglês:  Los Angeles County Arboretum and Botanic Garden) é um jardim botânico em Los Angeles na Califórnia, Estados Unidos. Tem mais de 50 hectares de área.

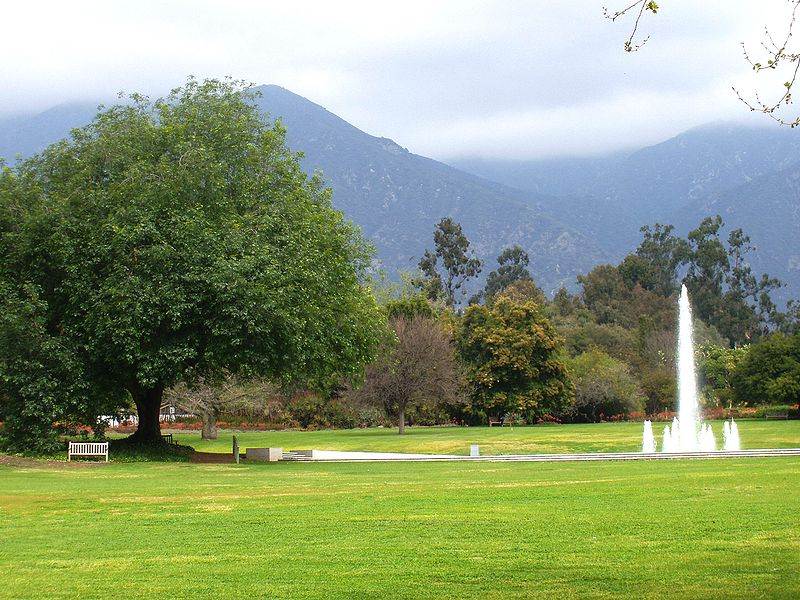
Vista do parque
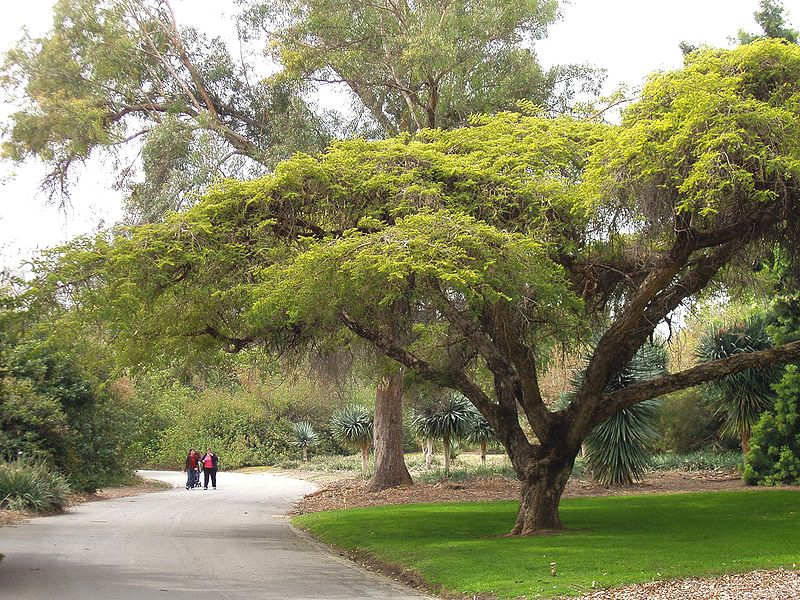
Vista do parque
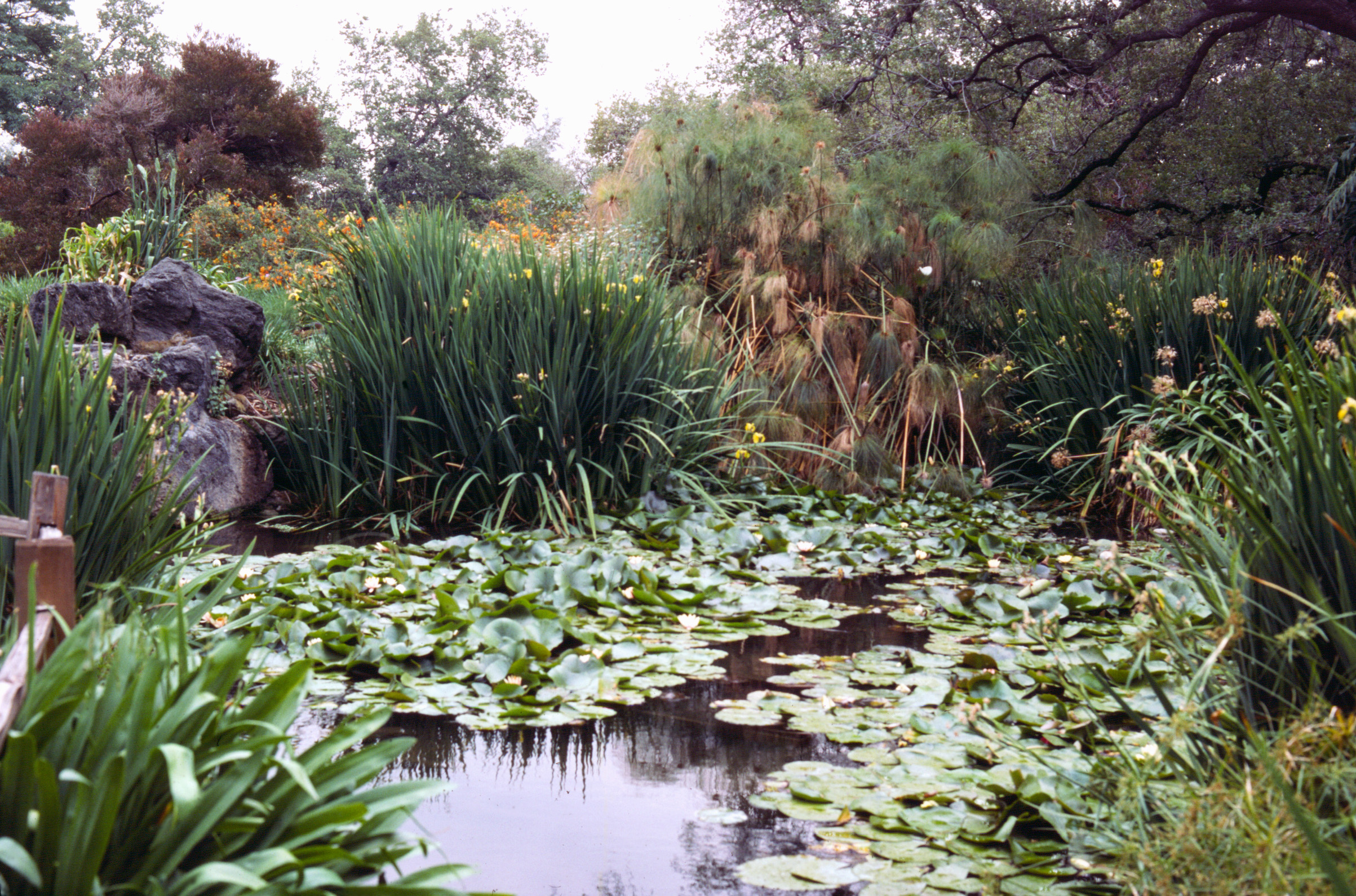
Vista do lago
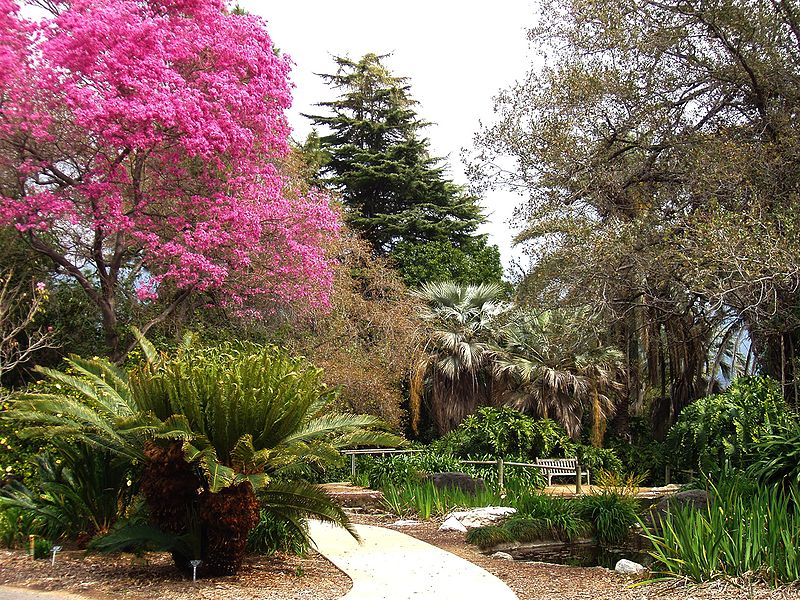
Vista das árvores